# Handelsvidenskabelig boghandel
Handelsvidenskablig Boghandel (HVB) er tilknyttet School of Business and Social Sciences og sælger primært handelsfaglig litteratur til de studerende.
Boghandelen er en aktiv bidragsyder til de studerendes aktiviteter og sponsorerer en lang række arrangementer på og omkring skolen.
HVB er bl.a. hovedsponsor for BSS-Revyen, og uddeler legater til studerende på udvekslingsophold i udlandet.

## Eksterne kilder og henvisninger
- HVB's hjemmeside Arkiveret 9. august 2018 hos  Wayback Machine